# Жукова, Александра Диевна
Алекса́ндра Ди́евна Жу́кова (в девичестве Зуйкова; 17 сентября 1900 с. Анна, Бобровский уезд, Воронежская губерния, Российская империя — 24 декабря 1967 Москва, СССР) — первая жена маршала Г. К. Жукова, с которым она прожила в браке 45 лет (с 1920 по 1965, официально  — 1953—1965).

## Биография
Родилась в селе Анна 17 сентября 1900 года (ныне посёлок городского типа Воронежской области) в многодетной семье. Ее отец торговал швейными машинами компании Зингер. так же есть сведения, что отец занимался и военным оборудованием, так же выпускавшимся "Зингер"

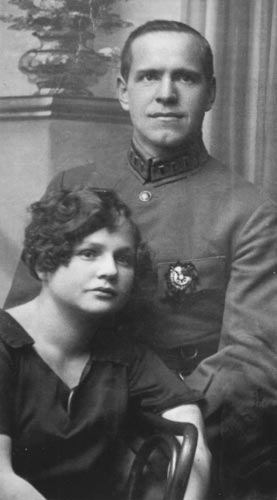
Георгий Жуков с Александрой. 1920-е годы

Закончив гимназию, а затем учительские курсы, Александра некоторое время поработала в деревенской школе учительницей, так как встретилась с Георгием Константиновичем Жуковым, отряд которого был направлен в Воронежскую область для борьбы с бандой А. С. Антонова.
В 1920 году, став его фактической женой, была зачислена в штаб отряда писарем, чтобы всегда быть рядом с ним в его боевой жизни. Помогала Георгию Константиновичу, который окончил только церковно-приходскую школу, совершенствоваться в русском языке. Все годы совместной жизни с Г. К. Жуковым Александра Диевна постоянно следовала за мужем к его новым местам службы, которые менялись чуть ли не каждый год. В дальнейшем при появлении детей — дочерей Эры (род. 1928) и Эллы (1937—2009) — Александра Диевна оставила работу и посвятила себя заботам о семье.
Во время Великой Отечественной войны ездила к мужу на фронт. Благодаря своему общительному и доброжелательному характеру Александра Диевна легко сходилась с людьми, участвовала в общественной работе — в женсоветах, детских домах и школьных родительских комитетах.
Официально свой брак Жуковы зарегистрировали в 1953 году. Развелись Александра Диевна и Георгий Константинович в 1965 году.
Последние годы Жукова много болела. Скончалась от инсульта 24 декабря 1967 года. Похоронена в Москве на Новодевичьем кладбище (6 участок 40-й ряд).

## Память
- В 2012 году на Первом канале России был показан телесериал «Жуков», где роль Александры Диевны Жуковой сыграла актриса Елена Яковлева.

### Воспоминания современников
«Жена его, Александра Диевна, была доброй, скромной — в одежде и в манерах — ласковой матерью, на редкость заботливой хозяйкой и супругой. Она больше всего испытывала на себе трудности походной жизни и отрицательное влияние на семейную атмосферу частых командировок и многосуточных военных учений. Мать ощущала, что детям недоставало постоянного отцовского внимания. Однако Александра Диевна терпеливо мирилась со своей судьбой. Она понимала великую ответственность мужа перед партией и государством и стремилась быть ему максимально полезной. Своей простотой, гостеприимством, вниманием к окружающим она вызывала всеобщие симпатии. Не удивительно, что у нас с ней очень скоро установились теплые взаимоотношения.
Мне нередко приходилось посещать дом Жуковых. Навсегда запомнились обеды и ужины, на которые меня приглашали по разным обстоятельствам и принимали как своего. У них всегда было просто, безыскусно, по-домашнему тепло и уютно».
— М.Ф. Воротников. Г. К. Жуков на Халхин-Голе. — Омск: Книжное издательство, 1989. С. 185.